# Nyhems BK
Nyhems BK var en idrottsförening från Nyhem i Halmstad i Hallands län, bildad 1930 och upplöst den 3 mars 1993 den sammanslogs med Snöstorps IF i Snöstorp Nyhem FF. Laget spelade 17 säsonger i gamla division III, motsvarande division I sedan 2006): 1940/1941-1941/1942, 1943/1944-1946/1947, 1968-1969, 1971-1972, 1978-1982 och 1985-1986. Nyhems bästa serieplaceringar är två fjärdeplatser i division III (1940/1941 och 1985).
I början av 1990-talet var Nyhem en stabil division IV-förening och en god ekonomi men föreningen hade problem på ungdsomssidan. I det läget söktes ett samarbete med resurssvaga Snöstorp, som hade en bred ungdomsverksamhet. Samarbetsdiskussionerna utmynnade i att föreningarna sammanslogs och bildade Snöstop Nyhem.

## Se vidare
- Efterföljarförening: Snöstorp Nyhem FF